# 学校法人みなとみらい学園

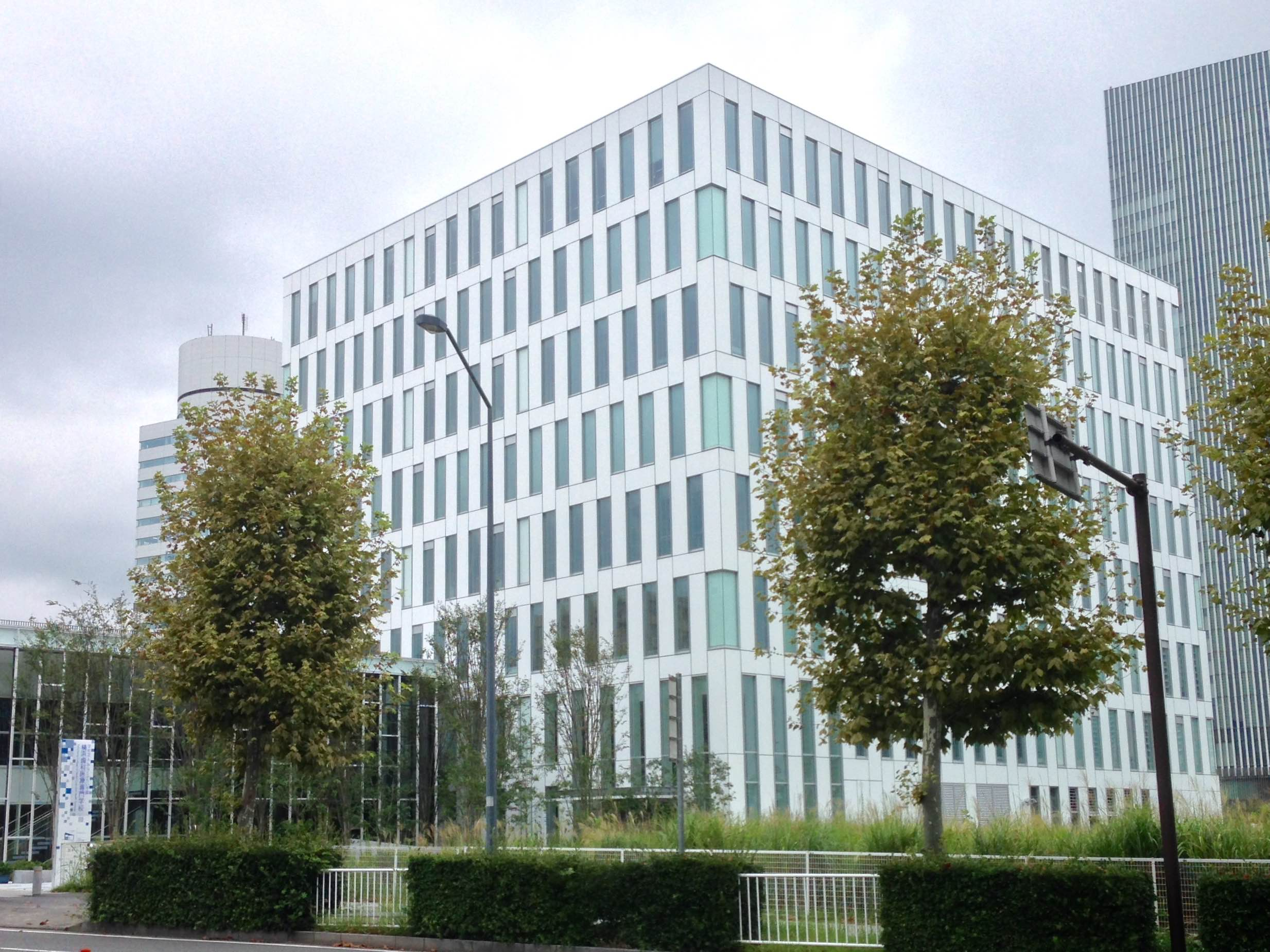
みなとみらい学園 横浜歯科医療専門学校の校舎

学校法人みなとみらい学園（がっこうほうじんみなとみらいがくえん）は、神奈川県横浜市西区に本部を置く学校法人。横浜歯科医療専門学校を運営する。旧称は鶴見歯科学園。

## 概要
歯科技工士および歯科衛生士の知識、技術、態度の習得を目的とした歯科技術専門学校（厚生労働大臣指定）として、横浜歯科医療専門学校を運営。歯科技工士の養成機関としては神奈川県内で初、歯科衛生士専門学校としては同県内で三番目に認可を受けており、これまでに7,000人以上の卒業生を送り出している。また、全国歯科技工士学校協会の会員校となっている。
1963年（昭和38年）、「横浜歯科技工士学校」を設立し開校。1973年（昭和48年）に「横浜歯科技術専門学校」へ改称となり、さらに翌1974年（昭和49年）、「学校法人鶴見歯科学園 横浜歯科技術専門学校」となった（詳細は「#沿革」を参照）。

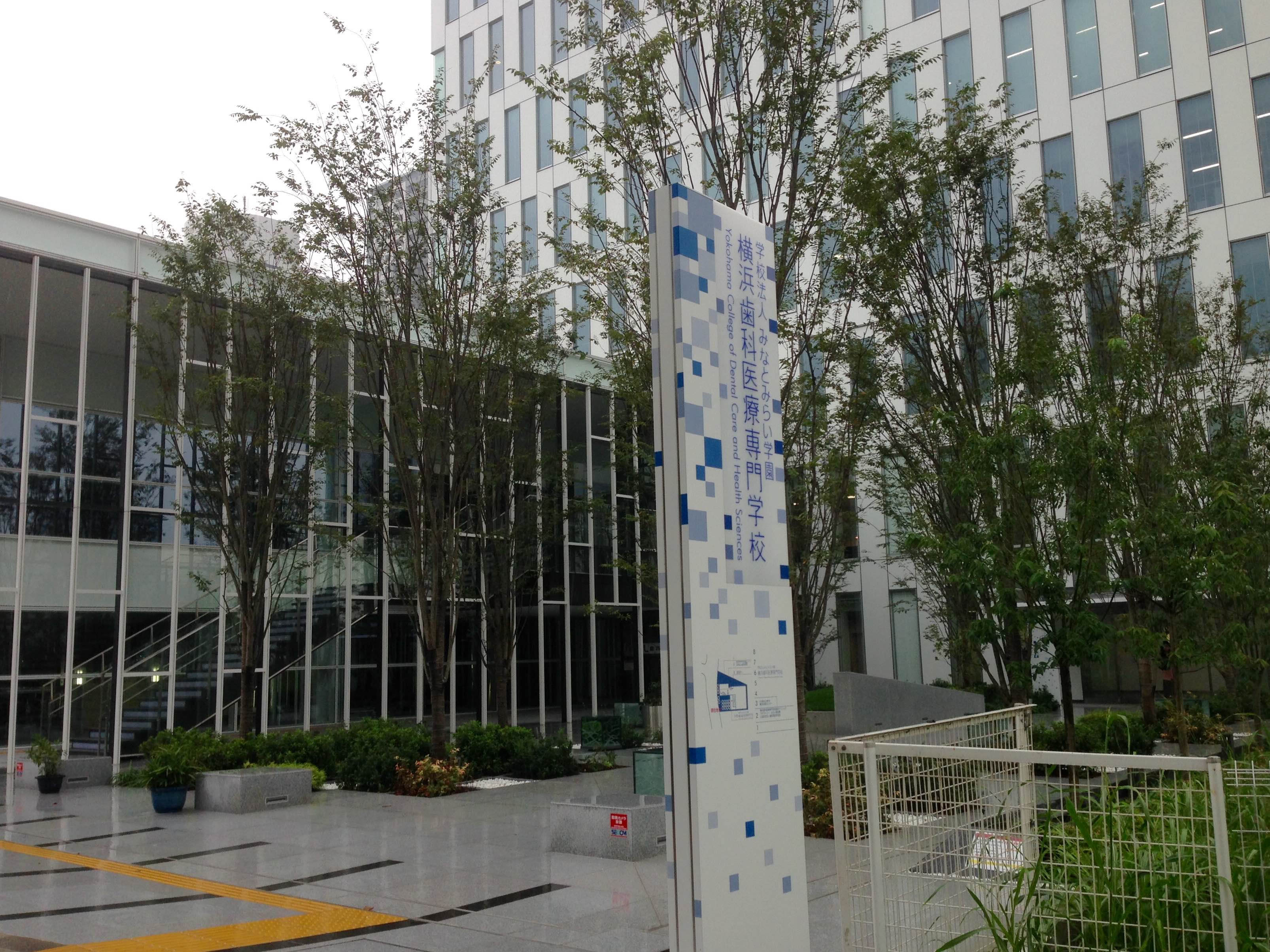
新校舎入口付近

2016年（平成28年）には、横浜市西区高島のみなとみらい線新高島駅近辺に新校舎を開設し移転（これまで別々の校舎に分かれていた学科を集約）、法人名および学校名も「学校法人みなとみらい学園 横浜歯科医療専門学校」へと改称されている。みなとみらい新校舎（建物名：みなとみらい学園ビル）では立地場所を生かして、歯科クリニックやギャラリー、商業店舗、保育園なども併設している。

## 沿革
公式サイト内の「学校の歴史」も参照。
- 1940年（昭和15年） -  創立者の鶴見輝彦が横浜市岡野町で夜間歯科診療所を開業[注 2]
- 1963年（昭和38年） - 「横浜歯科技工士学校」を開校[注 3]
- 1967年（昭和42年） - 「横浜歯科技工専門学校」に改称
- 1973年（昭和48年） - 横浜歯科衛生士専門学院を開校するが4ヵ月後に横浜歯科技工専門学校と合併、学校名が「横浜歯科技術専門学校」となる[3]、歯科技工士科および歯科衛生士科を設置
- 1974年（昭和49年） - 歯科技工研修科を設置、法人名が「学校法人鶴見歯科学園」となる[3]
- 1976年（昭和51年） - 専修学校制度を制定して専修学校に昇格、相鉄線平沼橋駅近くの平沼新校舎へ移転となる
- 1978年（昭和53年） - 横浜駅近くに西口新校舎を開設
- 1979年（昭和54年） - 歯科衛生士科が西口校舎へ移転となる
- 1995年（平成7年） - 専修学校専門課程の修了者に専門士の称号を付与する文部科学大臣の告示（平成6年文部省告示第84号）により、科名を歯科技工士学科および歯科衛生士学科に変更
- 2010年（平成22年） - 歯科衛生士学科が3年制となる
- 2016年（平成28年） - 横浜市西区高島に新校舎を開設し歯科技工士科および歯科衛生士学科を移転[4][6][注 1]、法人名および学校名が「学校法人みなとみらい学園 横浜歯科医療専門学校」に改称された[7]

## 設置学校・施設
専門学校
- 横浜歯科医療専門学校

## 設置学科
- 歯科技工士学科
- 歯科衛生士学科

## 所在地
以下に横浜歯科医療専門学校の校舎および本部所在地を記す。
- みなとみらい校舎（歯科技工士学科/歯科衛生士学科/本部） - 2016年9月開設[注 1]
  - 〒220-0011 神奈川県横浜市西区高島1-2-15

旧校舎
かつては以下の校舎が存在したが、みなとみらい校舎へ移転・集約後にいずれも閉鎖となっている。
- 平沼校舎（歯科技工士学科/旧本部）
  - 〒220-0024 神奈川県横浜市西区西平沼町1-20
- 西口校舎（歯科衛生士学科）
  - 〒220-0005 神奈川県横浜市西区南幸2-2-1